# Осеча-Перша
Осеча-Перша (пол. Osiecza Pierwsza) — село в Польщі, у гміні Жґув Конінського повіту Великопольського воєводства.
Населення — 530 осіб (2011).
У 1975-1998 роках село належало до Конінського воєводства.

## Демографія
Демографічна структура станом на 31 березня 2011 року:
|          | Загалом | Допрацездатний вік | Працездатний вік | Постпрацездатний вік |
| -------- | ------- | ------------------ | ---------------- | -------------------- |
| Чоловіки | 257     | 61                 | 169              | 27                   |
| Жінки    | 273     | 64                 | 145              | 64                   |
| Разом    | 530     | 125                | 314              | 91                   |